# Mario Puzo
Mario Puzo, ameriški pisatelj italijanskega rodu, * 15. oktober 1920, New York, ZDA, † 2. julij 1999, Bay Shore, Long Island, New York.

## Delo
Njegova prva knjiga je kriminalni roman The Dark Arena, ki je izšel leta 1955. Pri pisanju so ga vodili v glavnem finančni motivi, saj kot državni uradnik ni mogel zadovoljivo podpirati svoje družine. Tako je pisal o temah, ki so bile privlačne širšemu občinstvu. Njegovo najbolj znano delo je roman z  mafijsko tematiko Boter (The Godfather), ki je izšel leta 1969 in bil več mesecev na lestvici najbolje prodajanih knjig New York Timesa. Po njem je leta 1972 nastal zelo uspešen istoimenski film, ki sta mu kasneje sledili še dve nadaljevanji.
Bolj znana Puzova dela so še:
- Siciljanec (The Sicilian, nadaljevanje Botra; 1984)
- Zadnji don (The Last Don, 1996)
- Omerta (2000, izdana po njegovi smrti)